# Filmový festival v Cannes 2024
77. ročník Filmového festivalu v Cannes proběhl ve dnech 14.–25. května 2024. Předsedkyní poroty byla americká režisérka, scenáristka a herečka Greta Gerwig. Zahajovací a závěrečný ceremoniál moderovala francouzská herečka Camille Cottin. Americký filmař Sean Baker získal Zlatou palmu, hlavní ocenění festivalu, za komediálně-dramatický film Anora.
Během festivalu byly uděleny tři Čestné Zlaté palmy, první byla udělena Meryl Streepové během slavnostního zahájení; druhá byla udělena Studiu Ghibli a třetí byla udělena udělena George Lucasovi během slavnostního zakončení festivalu.
Několik dní před slavnostním zahájením vyzvali pracovníci festivalu ke generální stávce. Skupina Broke Behind the Screens (Sous les écrans la dèche) zveřejnila stížnost na nejistou povahu práce na filmových festivalech.
Po oficiálním vyhlášení výběru filmu The Seed of the Sacred Fig do hlavní soutěže byl íránský filmař Mohammad Rasúlof odsouzen k osmi letům vězení, bičování, byla mu udělena pokuta a konfiskace jeho majetku kvůli obvinění z „propagandy proti režimu“. Herci a štáb byli vyslýcháni a přesvědčováni, aby přesvědčili Rasúlofa ke stáhnutí filmu z festivalu. Krátce poté se Rasúlofovi a některým členům štábu podařilo uprchnout z Íránu do Evropy a dne 24. května 2024 se zúčastní červeného koberce k premiéře filmu. Na červeném koberci Rasúlof ukázal fotografie hlavních herců Soheily Golestani a Missagha Zareha, kteří nemohli opustit Írán, aby se zúčastnili premiéry filmu a byl jim zabaven pas. Film sklidil 12minutový potlesk ve stoje, zatímco herci a štáb protestovali v solidaritě s íránskými ženami bojujícími za svá práva.

## Porota

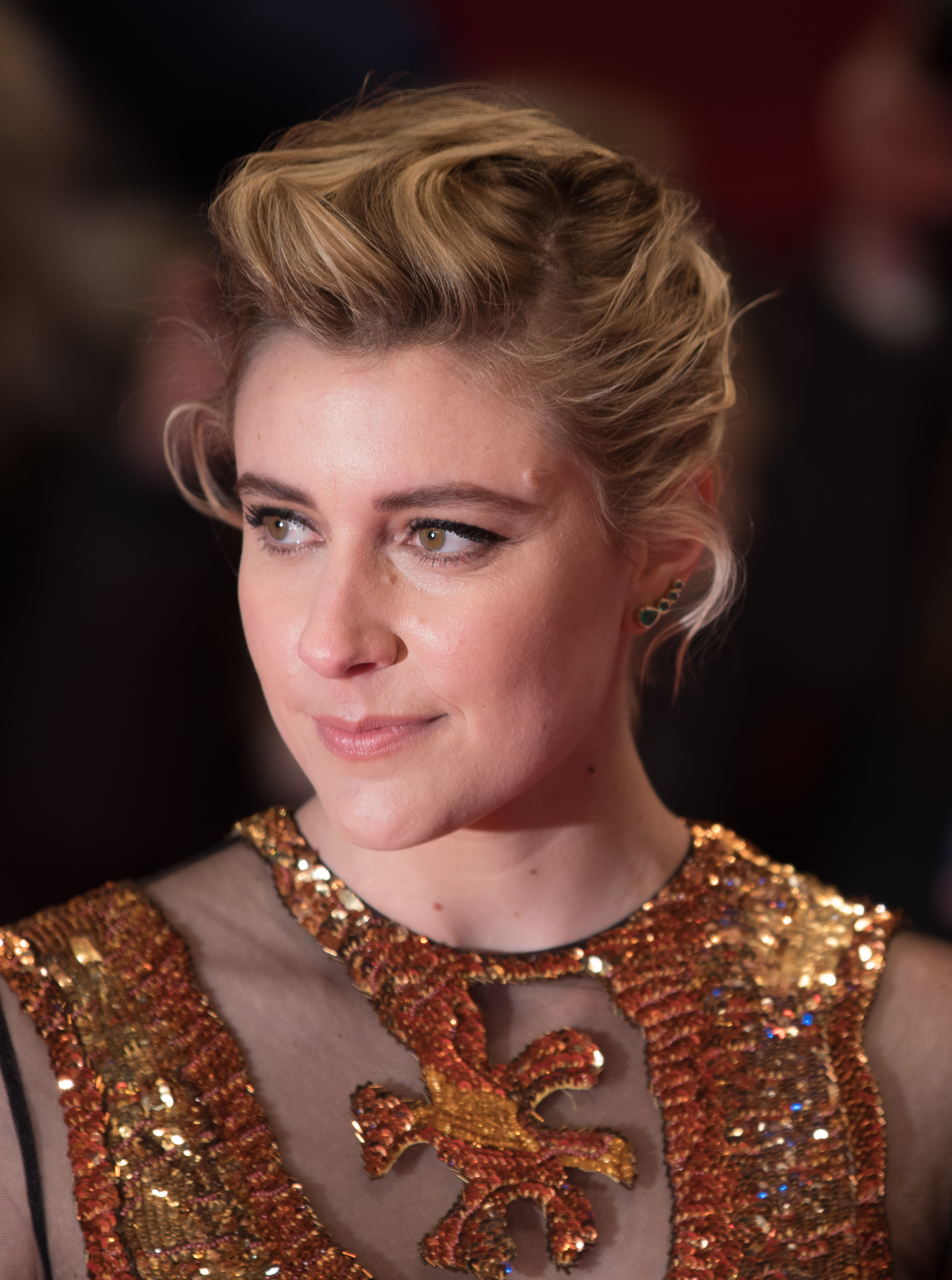
Greta Gerwig, předsedkyně poroty hlavní soutěže

### Hlavní soutěž
- Greta Gerwig, americká herečka, režisérka a scenáristka – předsedkyně poroty[3]
- J. A. Bayona, španělský režisér
- Ebru Ceylan, turecká herečka a scenáristka
- Pierfrancesco Favino, italský herec a producent
- Lily Gladstone, americká herečka
- Eva Greenová, francouzská herečka
- Hirokazu Kore-eda, japonský režisér a producent
- Nadine Labaki, libanonská herečka a režisérka
- Omar Sy, francouzský herec

### Un certain regard
- Xavier Dolan, kanadský režisér, scenárista a herec – předseda poroty[16]
- Maïmouna Doucouré, franciuzsko-senegalská režisérka
- Asmae El Moudir, marocká režisérka, scenáristka a producentka
- Vicky Kriepsová, lucembursko-německá herečka
- Todd McCarthy, americký spisovatel a filmový kritik

### Cinéfondationa soutěž krátkometrážních filmů
- Lubna Azabal, belgická herečka – předsedkyně poroty[17]
- Marie-Castille Mention-Schaar, francouzská režisérka, scenáristka a producentka
- Paolo Moretti, italský programátor
- Claudine Nougaret, francouzská producentka
- Vladimir Perišić, srbský režisér

### Zlatá kamera
- Baloji, belgicko-konžský zpěvák a režisér – spolupředseda poroty[18]
- Emmanuelle Béart, francouzská herečka – spolupředsedkyně poroty[18]
- Pascal Buron, francouzský člen představenstva TSF
- Nathalie Chifflet, francouzská novinářka
- Gilles Porte, francouzský kameraman, režisér a scenárista
- Zoé Wittock, belgická režisérka a scenáristka

### L'Œil d'Or
- Nicolas Philibert, francouzský režisér a herec – předseda poroty[19]
- Dyana Gaye, francouzsko-senegalská režisérka
- Elise Jalladeau, francouzská producentka a výkonná ředitelka Mezinárodního filmového festivalu v Soluni
- Mina Kavani, íránsko-francouzská herečka
- Francis Legault, kanadský režisér

### Queer Palm
- Lukas Dhont, belgický režisér a scenárista – předseda poroty[20]
- Hugo Bardin, francouzský zpěvák a režisér
- Sophie Letourneur, francouzská režisérka
- Juliana Rojas, brazilská režisérka a střihačka
- Jad Salfiti, britsko-palestinský novinář

## Oficiální výběr

### Hlavní soutěž
Tyto filmy byly vybrány do soutěže o Zlatou palmu:
| Český název                                   | Původní název                        | Režisér              | Země původu                                           |
| --------------------------------------------- | ------------------------------------ | -------------------- | ----------------------------------------------------- |
| Záblesky naděje                               | All We Imagine as Light              | Payal Kapadia        | Indie, Francie, Itálie, Lucembursko, Nizozemsko       |
| Anora                                         | Anora                                | Sean Baker           | Spojené státy                                         |
| The Apprentice: Příběh Trumpa                 | The Apprentice                       | Ali Abbasi           | Spojené státy, Kanada, Dánsko, Irsko,                 |
| Beating Hearts                                | L'Amour Ouf                          | Gilles Lellouche     | Francie, Belgie                                       |
| Ptáče (QP)                                    | Bird                                 | Andrea Arnold        | Spojené království, Francie, Německo, Spojené státy   |
| Caught by the Tides                           | 风流一代                             | Jia Zhangke          | Čína                                                  |
| Emilia Pérez (QP)                             | Emilia Pérez (QP)                    | Jacques Audiard      | Francie, Mexiko                                       |
| The Girl with the Needle                      | Pigen med nålen                      | Magnus von Horn      | Dánsko, Polsko, Švédsko                               |
| Grand Tour                                    | Grand Tour                           | Miguel Gomes         | Portugalsko, Čína, Francie, Německo, Itálie, Japonsko |
| Milé laskavosti                               | Kinds of Kindness                    | Jorgos Lanthimos     | Irsko, Spojené království, Spojené státy americké     |
| Limonov: Balada o Edáčkovi                    | Limonov: The Ballad                  | Kirill Serebrennikov | Itálie, Francie, Španělsko                            |
| Marcello Mio (QP)                             | Marcello Mio (QP)                    | Christophe Honoré    | Francie, Itálie                                       |
| Megalopolis                                   | Megalopolis                          | Francis Ford Coppola | Spojené státy                                         |
| The Most Precious of Cargoes                  | La plus précieuse des marchandises   | Michel Hazanavicius  | Belgie, Francie                                       |
| Motel Destino (QP)                            | Motel Destino (QP)                   | Karim Aïnouz         | Brazílie, Francie, Německo                            |
| Oh, Canada                                    | Oh, Canada                           | Paul Schrader        | Spojené státy                                         |
| Parthenope                                    | Parthenope                           | Paolo Sorrentino     | Itálie, Francie                                       |
| Semínko posvátného fíkovníku                  | دانه انجیر مقدس                      | Mohammad Rasúlof     | Írán, Německo, Francie                                |
| The Shrouds                                   | The Shrouds                          | David Cronenberg     | Kanada, Francie                                       |
| Substance                                     | The Substance                        | Coralie Fargeat      | Spojené království, Spojené státy americké            |
| Three Kilometres to the End of the World (QP) | Trei Kilometri Pana La Capatul Lumii | Emanuel Pârvu        | Rumunsko                                              |
| Wild Diamond (CdO)                            | Diamant brut                         | Agathe Riedinger     | Francie                                               |

- (CdO) označuje film ucházející se také o Zlatou kameru jako celovečerní režijní debut
- (QP) označuje film ucházející se také o Queer Palm[23]

## Ocenění

### Hlavní soutěž
Následující ceny byly uděleny filmům v hlavní soutěži:
- Zlatá palma: Anora, režie Sean Baker
- Velká cena poroty: Záblesky naděje, režie Payal Kapadia
- Cena poroty: Emilia Pérez, režie Jacques Audiard
- Nejlepší režisér: Miguel Gomes za Grand Tour
- Speciální cena: Semínko posvátného fíkovníku, režie Mohammad Rasúlof
- Nejlepší herečka: Adriana Paz, Karla Sofía Gascón, Selena Gomezová a Zoe Saldaña za Emilia Pérez
- Nejlepší herec: Jesse Plemons za Milé laskavosti
- Nejlepší scénář: Coralie Fargeat za Substance

### Čestná Zlatá palma
- George Lucas[9]
- Meryl Streepová[6]
- Studio Ghibli[7]

### Trophée Chopard
- Mike Faist
- Sophie Wilde